# Xerosicyos danguyi
Xerosicyos danguyi är en gurkväxtart som beskrevs av Jean-Henri Humbert. Xerosicyos danguyi ingår i släktet Xerosicyos och familjen gurkväxter. Inga underarter finns listade i Catalogue of Life.